# Cássia Eller
Cássia Rejane Eller (née à Rio de Janeiro le 10 décembre 1962 — décédée dans la même ville le 29 décembre 2001) était une chanteuse et guitariste brésilienne. Elle avait une voix grave très caractéristique.

## Biographie
Cássia Eller a souvent interprété des chansons de grands compositeurs rock brésiliens comme Nando Reis ou Renato Russo. Elle a également connu un important succès en reprenant Non, je ne regrette rien du répertoire d'Édith Piaf. 
Cássia Eller est ouvertement homosexuelle. En 1993, elle a eu un fils, Francisco, avec le bassiste et compositeur brésilien Tavinho Fialho, mort une semaine avant l'accouchement. Eller a élevé son fils avec sa compagne, Maria Eugênia Vieira, qu'elle avait rencontré au cours de l'un de ses concerts.
Elle est décédée le 29 décembre 2001 à 39 ans, à la suite d'un arrêt cardiaque subit. 
Cassia Eller est encore très populaire au Brésil où elle est connue par son mélange de rock et de Música Popular Brasileira (musique populaire brésilienne).

## Discographie
Albums studio
- Cássia Eller (1990)
- O Marginal (1992)
- Cássia Eller (1994)
- Veneno Anti Monotonia (1997)
- Com Você... Meu Mundo Ficaria Completo (1999)
- Dez de Dezembro (2002)

Albums live
- Cássia Eller ao Vivo (1996)
- Veneno Vivo (1998)
- Cássia Rock Eller (2000)
- Acústico MTV (2001)

Compilations
- Minha História; Música Urbana (1997)
- Millennium (1998)
- Série Gold; Participação Especial (2002)
- Perfil (2003)
- A Arte de Cássia Eller; I Love MPB (2004)
- Novo Millennium (2005)
- Raridades (2008)

DVDs
- Com Você... Meu Mundo Ficaria Completo (2000)
- Acústico MTV (2001)
- Álbum MTV (2003)
- Cássia Eller ao Vivo no Rock in Rio (2006)